# Lucjan Zawistowski
Lucjan Zawistowski (ur. 7 maja 1876 w Krakowie, zm. 25 stycznia 1947) – polski prawnik, doktor praw, urzędnik państwowy Austro-Węgier i II Rzeczypospolitej, wojewoda tarnopolski w latach 1923–1927.

## Życiorys
Był synem pośrednika handlowego. Ukończył III Gimnazjum w Krakowie, a następnie Wydział Prawa Uniwersytetu Jagiellońskiego, uzyskując w 1899 stopień naukowy doktora.
Od 1900 do upadku Austro-Węgier urzędnik w starostwach przeworskim, pilzneńskim, tłumackim i tarnowskim, stanisławowskim (1917).
W II Rzeczypospolitej inspektor starostw w Małopolsce i radca Urzędu Wojewódzkiego we Lwowie. Od 24 lutego 1923 do 16 lutego 1927 był wojewodą tarnopolskim. Po wojnie mieszkał w Oświęcimiu.

## Ordery i odznaczenia
- Krzyż Komandorski Orderu Odrodzenia Polski (27 grudnia 1924)[4]